# Chiesa di Santa Maria Assunta (Bad Neustadt an der Saale)
La chiesa di Santa Maria Assunta (in tedesco: Pfarrkirche Maria Himmelfahrt) è la parrocchiale di Bad Neustadt an der Saale nel distretto della Bassa Franconia in Baviera, Germania.

## Storia
Un primo luogo di culto a Bad Neustadt an der Saale fu costruito intorno al 1050. Quella costruzione fu riedificata dalle fondamenta nel 1352, secondo lo stile gotico. Nel 1793 fu necessario demolire la chiesa perché ormai inadeguata e con problemi di stabilità e quindi fu ricostruita. Il primo progetto fu affidato ad Alois Geigel ma venne in seguito modificato e la costruzione fu ultimata solo nel 1834. la solenne consacrazione fu celebrata il 10 agosto 1836.